# José Fernando Osório Soares
José Fernando Osório Soares (* 1937; † Ende 1975 oder 27. Januar 1976 in Hat Nipah, Holarua, Manufahi, Osttimor) war ein osttimoresischer Politiker und Generalsekretär der Associação Popular Democrática Timorense APODETI (deutsch Timoresische Sozialdemokratische Assoziation).

## Leben
Osório Soares war ursprünglich ein Schullehrer, der bei der staatlichen Gesundheitsbehörde Assistência Social arbeitete. Gerüchten zufolge wurde er dort wegen Vergewaltigungsvorwürfen aus den Dienst entlassen wurde. In Dili erhielt er demnach daraufhin einen kleinen Beamtenposten, wurde aber dort angeblich wegen Betrugs nach drei Jahren erneut entlassen. Soares selbst behauptete, die Portugiesen hätten ihn aufgrund seiner pro-indonesischen Einstellung diskriminiert.
Nach der Nelkenrevolution in Portugal wurden politische Parteien in Osttimor zugelassen. Soares war zunächst Mitglied des ASDT, der späteren FRETILIN, gründete aber dann mit anderen im Mai 1974 die APODETI, die den Anschluss an Indonesien als autonome Provinz anstrebte. Finanziert wurde die Partei von Jakarta. Soares wurde Generalsekretär der APODETI und ihr Chefstratege. Er stellte die Strukturen auf und wählte die Mitglieder des engeren Machtzirkels, darunter seinen Schwager Pinto Soares.
Mehrmals versuchte Ramos-Horta Osório Soares für die Unterstützung eines unabhängigen Osttimors zu gewinnen, doch ließ sich der trotz Zugeständnissen nicht überzeugen. Ramos-Horta schiebt dies auch auf den Einfluss des damaligen indonesischen Konsuls in Dili Elias Tomodok.
Soares geriet im Bürgerkrieg in Osttimor 1975 in Gefangenschaft der FRETILIN. Als indonesische Truppen in Richtung des Gefangenenlagers in Same vorrückten, wurde Osório Soares von seinen Wächtern hingerichtet. Er war einer der Opfer der Hinrichtungen in Same Ende Januar 1976.

## Sonstiges
José Fernando war der Bruder von José Abílio Osório Soares, dem letzten indonesischen Gouverneur von Osttimor. Die Schwester Lucia Osório Soares war kurze Zeit mit dem FRETILIN-Gründer Francisco Xavier do Amaral verheiratet. Nicolau dos Reis Lobato, Vizepräsident der FRETILIN war der Cousin der Geschwister.
Bruder von Mariazihna, der Ehefrau von José Fernando Osório Soares, war der APODETI-Aktivist Pinto Soares. Deren Vater Miguel Soares war Liurai von Uma Quic, im Subdistrikt Viqueque und der einzige APODETI-Anhänger unter den Liurais des Subdistriktes.
Soares sprach neben Sprachen seiner Heimat auch Indonesisch.
Der Friedensnobelpreisträger und FRETILIN-Aktivist José Ramos-Horta beschreibt Osório Soares als intelligent, arrogant und kompromisslos. Die Reporterin Jill Jolliffe nannte ihn dagegen einen ehrlichen Mann, der sich für den gebildeten Teil der timoresischen Bevölkerung einsetzte.